# Capitoli di Yu-Gi-Oh! 5D's
Questa è la lista dei capitoli del manga Yu-Gi-Oh! 5D's, scritto da Masahiro Hikokubo e illustrato da Masashi Sato. La serializzazione è cominciata nel numero del 21 agosto 2009 della rivista della Shūeisha V Jump, mentre il primo volume in formato tankōbon è uscito il 30 aprile 2010.

## Lista volumi
| Nº | Titolo italiano (traduzione letterale) Giapponese 「Kanji」 - Rōmaji | Data di prima pubblicazione             | Data di prima pubblicazione |
| Nº | Titolo italiano (traduzione letterale) Giapponese 「Kanji」 - Rōmaji | Giapponese                              |                             |
| 1  | Duellante cavalcatore, Yusei!! 「決闘疾走者、遊星！！」 - Kettō shissō-sha, Yūsei!! | 30 aprile 2010 ISBN 978-4-08-870063-2   |                             |
| 1  | Capitoli (traduzioni letterali dei titoli) - Ride 1. Duellante cavalcatore, Yusei!! (決闘疾走者、遊星！！?, Kettō shissō-sha, Yūsei!!) - Ride 2. Sentimento oscuro!! (闇のフィール！！?, Yami no Fīru!!) - Ride 3. Il signore degli inferi!! (冥界の主！！?, Meikai no omo!!) - Ride 4. Insediamento con le tenebre (闇との決着?, Yami to no ketchaku) - Ride 5. Re assoluto!! (絶対王者！！?, Zettai ōja!!) - Ride 6. "Grilletto"...! (「枷」。。。！?, "Kase"...!) - Ride 7. Queen of Queens (クイーン・オブ・クイーン?, Kuīn obu Kuīn) - Ride 8. Una corsa di un solo colpo (一撃疾走?, Ichigeki shissō)                                                                      |                                         |                             |
| 2  | Inizio! D1 GP!! 「開幕！！ Ｄ１ＧＰ！！」 - Kaimaku!! Dī Wan Jī Pī!! | 29 dicembre 2010 ISBN 978-4-08-870172-1 |                             |
| 2  | Capitoli (traduzioni letterali dei titoli) - Ride 9. Inizio! D1 GP!! (開幕！！ Ｄ１ＧＰ！！?, Kaimaku!! Dī Wan Jī Pī!!) - Ride 10. Scontro d'orgoglio!! (激突する誇り！！?, Gekitotsu suru hokori!!) - Ride 11. Sentimento contro sentimento!! (フィールＶＳフィール！！?, Fīru bāsasu Fīru!!) - Ride 12. Duellanti psichici!! (聖魂決闘者！！?, Seikon kettō-sha!!) - Ride 13. Psichico contro psichico!! (聖魂ＶＳ聖魂?, Seikon tai seikon) - Ride 14. Rivali!! (好敵手たち！！?, Kōtekishu-tachi!!) - Ride 15. Manovre segrete...! (暗躍。。。！！?, Anyaku...!!) - Ride 16. Volo!! (飛翔！！?, Hishō!!)                                                                      |                                         |                             |
| 3  | Draghi duellanti!! 「決闘竜！！」 - Kettō ryū!! | 2 settembre 2011 ISBN 978-4-08-870323-7 |                             |
| 3  | Capitoli (traduzioni letterali dei titoli) - Ride 17. Accelerazione...!! (胎動。。。！！?, Taidō...!!) - Ride 18. La combo senza mani!! (無手札必殺！！?, Mu tefuda hissatsu!!) - Ride 19. La carta vincente... (切り札。。。?, Kirifuda...) - Ride 20. La carta delle tenebre!! (闇のカード！！?, Yami no Kādo!!) - Ride 21. Separazione...!! (別離。。。！！?, Betsuri...!!) - Ride 22. Draghi duellanti!! (決闘竜！！?, Kettō ryū!!) - Ride 23. Duellanti gemelli!! (双子の決闘者！！?, Futago no kettō-sha!!) - Ride 24. Squadra contro squadra (装備vs装備?, Sōbi tai sōbi)                                                                                                 |                                         |                             |
| 4  | Synchro contro Synchro!! 「シンクロVSシンクロ!!」 - Shinkuro bāsasu Shinkuro!! | 4 giugno 2012 ISBN 978-4-08-870438-8    |                             |
| 4  | Capitoli (traduzioni letterali dei titoli) - Ride 25. "Cuore sovrapposto"!! (「重なる心…!!」?, Kasa naru kokoro…!!) - Ride 26. Premonizione di una feroce battaglia...!! (激戦の予感。。。！！?, Gekisen no yokan...!!) - Ride 27. Synchro contro Synchro!! (シンクロVSシンクロ！！?, Shinkuro bāsasu Shinkuro!!) - Ride 28. Risonanza...!! (共鳴。。。！！?, Kyōmei...!!) - Ride 29. Prova di forza superveloce!! (超速決着！！?, Chōsoku ketchaku!!) - Ride 30. Duello antico!! (古の決闘！！?, Inishie no kettō!!) - Ride 31. Drago Scintilla Polvere di Stelle (閃珖竜スターダスト！！?, Senkō Ryū Sutādasuto!!) - Ride 32. Battaglia Zero!! (零の攻防！！?, Zero no kōbō!!) |                                         |                             |
| 5  | Coloro che proteggiamo!! 「守るべきモノ！！」 - Mamoru beki mono!! | 4 gennaio 2013 ISBN 978-4-08-870564-4   |                             |
| 5  | Capitoli (traduzioni letterali dei titoli) - Ride 33. Drago duellante contro drago duellante!! (決闘竜VS決闘竜！！?, Kettō ryū tai kettō ryū!!) - Ride 34. Determinazione...!! (決意･･･！！?, Ketsui...!!) - Ride 35. Lotta feroce!! Duello zodiacale!! (激闘！！決闘星宿！！?, Gekitō!! Kettō seishuku!!) - Ride 36. Rivincita!! (再戦！！?, Saisen!!) - Ride 37. Coloro che proteggiamo!! (守るべきモノ！！?, Mamoru beki mono!!) - Ride 38. La battaglia del capitolo finale!! (最終章の攻防！！?, Sai shūshō no kōbō!!) - Ride 39. Verso il portale del duello!! (決闘門へ！！?, Kettō-mon e!!)                                                                              |                                         |                             |
| 6  | Fuga dal re supremo del cielo!! 「天錠覇王への血路！！」 - Tenjō ha-ō e no michi!! | 2 agosto 2013 ISBN 978-4-08-870793-8    |                             |
| 6  | Capitoli (traduzioni letterali dei titoli) - Ride 40. Il rituale del sole e della luna!! (陰陽祭！！?, Onmyō-sai!!) - Ride 41. Sorella duellante!! (決闘巫女！！?, Kettō miko!!) - Ride 42. La setta del re insetto!! (蠅王セクト！！?, Hae-ō Sekuto!!) - Ride 43. Esistere come un'ombra!! (影の存在！！?, Kage no sonzai!!) - Ride 44. Synchro killer!! (シンクロキラー！！?, Shinkuro Kirā!!) - Ride 45. Fuga dal re supremo del cielo!! (天錠覇王への血路！！?, Tenjō ha-ō e no michi!!) - Ride 46. Scontro tra padre e figlio!! (父子激突！！?, Fushi gekitotsu!!) |                                         |                             |
| 7  | L'ultima pesca del destino!! 「運命のラストドロー！！」 - Unmei no Rasuto Dorō!! | 4 marzo 2014 ISBN 978-4-08-880039-4     |                             |
| 7  | Capitoli (traduzioni letterali dei titoli) - Ride 47. Scatto! Il corridoio celeste del sud!! (疾走！南天回廊！！?, Shissō! Nanten kairō!!) - Ride 48. Feroce lotta di vicissitudini!! (激闘流転！！?, Gekitō ruten!!) - Ride 49. Torrente furioso! Il corridoio celeste del nord!! (激流！北天回廊！！?, Gekiryū! Hokuten kairō!!) - Ride 50. L'ultima pesca del destino!! (運命のラストドロー！！?, Unmei no Rasuto Dorō!!) - Ride 51. Ricordi...!! (追憶･･･！！?, Tsuioku...!!) - Ride 52. Il dio definitivo! Ruggisce!! (究極神！咆哮！！?, Kyūkyoku-shin! Hōkō!!) - Ride 53. Ali nere come la pece!! (漆黒の翼！！?, Shikkoku no tsubasa!!)                                  |                                         |                             |
| 8  | La sensazione della luce!! 「光のフィール！！」 - Hikari no Fīru!! | 4 ottobre 2014 ISBN 978-4-08-880205-3   |                             |
| 8  | Capitoli (traduzioni letterali dei titoli) - Ride 54. I sentimenti per un amico...!! (友への想い･･･！！?, Tomo e no omoi!!) - Ride 55. Il cristallo dei legami!! (絆の結晶！！?, Kizuna no kesshō!!) - Ride 56. Dopo il lampo...!! (閃光の先に･･･！！?, Senkō no saki ni...!!) - Ride 57. La sensazione della luce!! (光のフィール！！?, Hikari no Fīru!!) - Ride 58. Risveglio!! (覚醒！！?, Kakusei!!) - Ride 59. L'ultima battaglia!! (最終決戦！！?, Saishū kessen!!) - Ride 60. I servi del dio!! (神の僕！！?, Kami no boku!!) |                                         |                             |
| 9  | Eterno duellante cavalcatore!! 「エターナルライディング・デュエリスト！！」 - Etānaru Raidingu Dyuerisuto!! | 4 giugno 2015 ISBN 978-4-08-880343-2    |                             |
| 9  | Capitoli (traduzioni letterali dei titoli) - Ride 61. Il duello del dio!! (神の決闘！！?, Kami no kettō!!) - Ride 62. Preghiera...!! (祈り･･･！！?, Inori...!!) - Ride 63. L'origine della vendetta!! (復讐の原点！！?, Fukushū no genten!!) - Ride 64. Trascendenza!! (超越！！?, Chōetsu!!) - Ride 65. Raccogliere la luce!! (つどいし光ひかり！！?, Tsudoishi hikari!!) - Ride 66. Colui che vince il rituale!! (儀式を制し者！！?, Gishiki wo seishi mono!!) - Bonus 1. Lo spareggio dell'imperatore!! (統一皇帝決定戦！！?, Enperā ketteisen!!) - Bonus 2. Eternal Riding Duelist!! (エターナルライディング・デュエリスト！！?, Etānaru Raidingu Dyuerisuto!!)              |                                         |                             |